# ديفيد غرين (سياسي)
ديفيد غرين (بالإنجليزية: David Green)‏ هو سياسي أمريكي، ولد في 1952، وتوفي في 25 يوليو 2014 في غلوستر في الولايات المتحدة. انتخب عضو مجلس نواب مسيسيبي (1980 – 2005).